# 山口貴光
山口 貴光（やまぐち たかみつ、1967年9月5日 - ）は、愛知県名古屋市出身の歌手。本名は永盛健二郎（ながもり けんじろう）。血液型はA型。フジシロミュージックコーポレーション（FMC）所属。
1993年7月21日BMGビクター（現在:BMG JAPAN）より山口貴光として「心はひとつ」でデビューを果たし、セカンドシングル「夜明け」（1995年5月24日）、サードシングル「雨の出船」（1996年8月21日）をリリース。当時の所属プロダクションは森進一の個人事務所・森音楽事務所。
その後、永島健二朗に改名し、2007年5月9日に日本クラウンよりシングル「春告草」をリリース。

## ディスコグラフィー

### シングル
1. 『心はひとつ』（山口貴光／1993年7月21日）
  - 「心はひとつ」（作詞：たかたかし／作曲：市川昭介／編曲：馬場良）
  - C/W「夢一輪」（作詞：たかたかし／作曲：市川昭介／編曲：馬場良）
  - 【CDSg:BVDL-34/CTSg:BVSL-34】 BMGビクター
2. 『夜明け』（山口貴光／1995年5月24日） 
  - 「夜明け」（作詞：荒木とよひさ／作曲：森進一／編曲：若草恵）
  - C/W「別れてあげる」（作詞：荒木とよひさ／作曲：森進一／編曲：若草恵）
  - 【CDSg:BVDL-1016/CTSg:BVSL-1016】 BMGビクター
3. 『雨の出船』（山口貴光／1996年8月21日） 
  - 「雨の出船」（作詞：吉岡治／作曲：大谷明裕／編曲：伊戸のりお）
  - C/W「涙の乾杯」（作詞：吉岡治／作曲：大谷明裕／編曲：伊戸のりお）
  - 【CDSg:BVDL-1038/CTSg:BVSL-1038】 BMGビクター
4. 『春告草』（永島健二朗／2007年5月9日）
  - 「春告草」（作詞：華上委子／作曲：川端マモル／編曲：川端マモル）
  - C/W「ふたりの出逢い」（作詞：華上委子／作曲：川端マモル／編曲：川端マモル）
  - 【CDSg:CRDN-2138/CTSg:CRSN-2138】 日本クラウン
5. 『恋は蜃気楼』（永島健二朗／2010年7月7日）
  - 「恋は蜃気楼」（作詞：もろとみ和／作曲：久保田衛／編曲：川端マモル）
  - C/W「眠れない悪女」（作詞：もろとみ和／作曲：江草啓介／編曲：川端マモル）
  - 【CDSg:FMCD-1001】 Fujishiro Music Corporation
6. 『待たせた分だけ倖せに』（永島健二朗／2010年12月1日）
  - 「待たせた分だけ倖せに」（作詞：もろとみ和／作曲：大谷明裕／編曲：川端マモル）
  - C/W「小夜子」（作詞：もろとみ和／作曲：白川マサト／編曲：川端マモル）
  - 【CDSg:FMCD-1002】 Fujishiro Music Corporation
7. 『小江戸川越城下町』（永島健二朗／2019年5月15日）
  - 「小江戸川越城下町」（作詞：久米つとむ／作曲：馬上雅宏／編曲：川端マモル）
  - 【CDSg:HRS-10006】 エスプロレコーズ